# Palacio de Fuentehermosa
El palacio de Fuentehermosa, también conocido como Palacio del Marqués de Castellfort, es un edificio situado en la calle Caballeros número 9 de la ciudad de Valencia (España). De estilo ecléctico, fue diseñado en 1903 por el arquitecto valenciano Joaquín María Arnau Miramón. En la actualidad es sede de la Presidencia de la Generalidad Valenciana.

## Edificio
El arquitecto Joaquín María Arnau Miramón recibe en 1903 el encargo de los marqueses de Castelfort de edificar un palacio al inicio de la calle Caballeros, calle tradicionalmente ocupada por la aristocracia valenciana.
El arquitecto Arnau Miramón proyecta una fachada en la que utiliza elementos clasicistas, renacentistas, neogriegos y medievalizantes para lograr la obra más importante del eclecticismo en Valencia. 
Destacan los amplios miradores de planta poligonal situados en los ángulos de la fachada a la altura del piso principal y las cúpulas que coronan sus extremos. En su interior lo más destacable es el lujoso zaguán con su escalinata de mármol blanco, que recibe la luz por una claraboya cenital.